# Пурпуровка
Пурпу́ровка (укр. Пурпурівка) — село в Новомиргородской городской общине Новоукраинского района Кировоградской области Украины.
До 2020 года входило в Новомиргородский район
Население по переписи 2001 года составляло 456 человек. В 2022 году в селе зарегистрировано 311 человек. Почтовый индекс — 26040. Телефонный код — 5256. Код КОАТУУ — 3523886501.